# Agathia viridana
Agathia viridana är en fjärilsart som beskrevs av Stoll 1781. Agathia viridana ingår i släktet Agathia och familjen mätare. Inga underarter finns listade i Catalogue of Life.